# Anunci emergent
Anunci emergent fa referència a un element publicitari que apareix automàticament a la pantalla del navegador, en una finestra sobreposada a la de la pàgina web activa.
Aquest element que emergeix automàticament (generalment sense que l'usuari ho sol·liciti), s'utilitza generalment amb l'objectiu de mostrar una publicitat de manera intrusiva, és considerada molesta per molts usuaris, per aquest motiu apareixen tècniques i programes anomenats anti pop-ups, pop-up killers o pop-up blocker, que eviten l'aparició d'aquest tipus d'anuncis. Actualment, molts navegadors d'Internet incorporen un sistema que evita l'aparició d'anuncis emergents no sol·licitats. Per determinar si un anunci emergent ha estat sol·licitat, o no, se sol usar un antic principi de la programació HTML, que diu que una finestra només s'ha d'obrir mitjançant un clic i que amb un sol un clic no s'ha d'obrir més d'una finestra.